# Nati il 31 agosto
| Questa pagina contiene informazioni ricavate automaticamente dalle voci biografiche con l'ausilio del template Bio e di un bot. L'aggiornamento è periodico e automatico e ricostruisce completamente la pagina. Se manca una persona in questa lista, sei pregato di non aggiungerla, ma accertati piuttosto che la sua voce biografica contenga il template Bio e che i dati anagrafici siano correttamente compilati. Se il template Bio manca, inseriscilo tu stesso o, in alternativa, metti l'avviso {{tmp\|Bio}} che ne segnala la mancanza. Se i dati riportati sono sbagliati, correggi direttamente la voce biografica; le modifiche saranno visibili in questa lista entro pochi giorni. Per chiarimenti vedi il progetto biografie. La lista contiene solo le 1.026 persone che sono citate nell'enciclopedia e per le quali è stato implementato correttamente il template Bio. Pagina aggiornata al 13 ago 2025. |

## I secolo(1)
- 12 - Caligola, imperatore romano († 41)

## II secolo(2)
- 161 - Tito Aurelio Fulvio Antonino, romano († 165)
- 161 - Commodo, imperatore romano († 192)

## XI secolo(1)
- 1018 - Jeongjong II di Goryeo, re coreano († 1046)

## XIV secolo(1)
- 1398 - Giovanni di Valois, principe francese († 1417)

## XV secolo(2)
- 1433 - Sigismondo I d'Este, nobile italiano († 1507)
- 1439 - Naldo Naldi, umanista e poeta italiano († 1513)

## XVI secolo(4)
- 1529 - Bernardo Davanzati, economista e agronomo italiano († 1606)
- 1542 - Isabella de' Medici, nobildonna italiana († 1576)
- 1546 - Daniel Adam z Veleslavína, tipografo e letterato ceco († 1599)
- 1569 - Jahangir, sovrano indiano († 1627)

## XVII secolo(13)
- 1601 - Guy Patin, medico e scrittore francese († 1672)
- 1602 - Amalia di Solms-Braunfels, nobile tedesca († 1675)
- 1604 - Famiano Michelini, matematico e scienziato italiano († 1665)
- 1626 - François Pallu, vescovo cattolico e missionario francese († 1684)
- 1629 - Anna Margherita di Assia-Homburg, nobile tedesca († 1686)
- 1631 - Giovanni Maria Bertolo, giurista italiano († 1707)
- 1647 - Mary Scott, III contessa di Buccleuch, nobile scozzese († 1661)
- 1651 - Benedetto Bacchini, religioso, storico e critico letterario italiano († 1721)
- 1652 - Ferdinando Carlo di Gonzaga-Nevers, duca italiano († 1708)
- 1663 - Guillaume Amontons, fisico francese († 1705)
- 1686 - Carlo di Borbone-Francia, nobile francese († 1714)
- 1690 - Giuseppe Gaetano Grimaldi, pittore italiano († 1748)
- 1697 - Mattia Lampi, pittore austriaco († 1780)

## XVIII secolo(42)
- 1731 - Ignazio Busca, cardinale e nobiluomo italiano († 1803)
- 1731 - Francesco Valeriano Dellala, architetto italiano († 1805)
- 1734 - Gaetano Gandolfi, pittore italiano († 1802)
- 1739 - Johann Augustus Eberhard, teologo e filosofo tedesco († 1809)
- 1740 - J. F. Oberlin, pastore protestante e filantropo francese († 1826)
- 1741 - Jean-Paul-Égide Martini, compositore tedesco († 1816)
- 1744 - John Houstoun, politico statunitense († 1796)
- 1746 - James Lackington, editore britannico († 1815)
- 1752 - Pier Luigi Mabìl, letterato e traduttore italiano († 1836)
- 1755 - Amédée Willot, politico e generale francese († 1823)
- 1759 - Joseph Armand von Nordmann, generale austriaco († 1809)
- 1760 - Pierre-Joseph Triest, presbitero belga († 1836)
- 1760 - Aristide Aubert du Petit-Thouars, esploratore e militare francese († 1798)
- 1764 - Johan August Sandels, militare e politico svedese († 1831)
- 1767 - Henry Joy McCracken, imprenditore irlandese († 1798)
- 1767 - Antonio Pitaro, medico e scienziato italiano († 1832)
- 1768 - Pakubuwono IV, sovrano indonesiano († 1820)
- 1769 - David Hosack, medico e botanico statunitense († 1835)
- 1777 - Pròsper de Bofarull, archivista e storico spagnolo († 1859)
- 1777 - Ernst August Friedrich Klingemann, scrittore e drammaturgo tedesco († 1831)
- 1778 - William Wilkins, architetto britannico († 1839)
- 1779 - Antonio Vittorio d'Asburgo-Lorena, nobile († 1835)
- 1780 - Giorgio d'Assia, principe († 1856)
- 1780 - Percy Smythe, VI visconte Strangford, diplomatico britannico († 1855)
- 1781 - John Ponsonby, IV conte di Bessborough, nobile e politico inglese († 1847)
- 1783 - Hippolyte Gerbaix de Sonnaz, politico francese († 1871)
- 1786 - Michel Eugène Chevreul, chimico francese († 1889)
- 1786 - Tiberio Pacca, funzionario italiano († 1837)
- 1788 - Giuseppe Godeassi, arcivescovo cattolico italiano († 1861)
- 1789 - Julija Fëdorovna Adlerberg, nobildonna russa († 1864)
- 1789 - Heinrich Christoph Wilhelm Sigwart, filosofo e logico tedesco († 1844)
- 1790 - Jean-François Barthès, gesuita francese († 1861)
- 1793 - Giuseppe Bruschetti, ingegnere e politico italiano († 1871)
- 1793 - Michele Coronini Cronberg, nobile italiano († 1876)
- 1793 - Carlo Massei, avvocato, storico e politico italiano († 1881)
- 1797 - Philipp von Brunnow, politico russo († 1875)
- 1797 - James Ferguson, astronomo e ingegnere statunitense († 1867)
- 1797 - George Daniel Gerlach, generale danese († 1865)
- 1798 - Benjamin Brunner, politico svizzero († 1882)
- 1798 - Georg Friedrich Puchta, giurista tedesco († 1846)
- 1799 - Jean-François-Marie Cart, vescovo cattolico francese († 1855)
- 1799 - Giovanni Battista Rocci, notaio italiano († 1872)

## XIX secolo(143)
- 1802 - Husein Gradaščević, militare bosniaco († 1834)
- 1802 - Karl von Urban, militare austriaco († 1877)
- 1805 - Samuel Leigh Sotheby, bibliografo britannico († 1861)
- 1806 - Charles Lever, scrittore irlandese († 1872)
- 1809 - Alphonse Guichenot, zoologo, erpetologo e ittiologo francese († 1876)
- 1809 - Oswald Heer, naturalista, entomologo e geologo svizzero († 1883)
- 1810 - Jean-Pierre Cros-Mayrevieille, archeologo e storico francese († 1876)
- 1812 - Casimiro Sperino, politico italiano († 1894)
- 1818 - Marco Tabarrini, politico e magistrato italiano († 1898)
- 1820 - Gaspard François Frédéric Le Breton, militare francese († 1881)
- 1820 - Carl Fredrik Nyman, botanico svedese († 1893)
- 1821 - Hermann von Helmholtz, medico, fisiologo e fisico tedesco († 1894)
- 1823 - Joseph Ducaju, scultore e pittore belga († 1891)
- 1824 - Enrico Falconcini, politico e prefetto italiano († 1901)
- 1828 - Antonio Picco, patriota, pittore e scrittore italiano († 1897)
- 1832 - Ermanno di Hohenlohe-Langenburg, principe tedesco († 1913)
- 1832 - Charles Wirgman, illustratore britannico († 1891)
- 1833 - Carlo Alberto Racchia, ammiraglio e politico italiano († 1896)
- 1834 - Amilcare Ponchielli, compositore e direttore di banda italiano († 1886)
- 1835 - Federico Rossano, pittore italiano († 1912)
- 1836 - Michele Carta Mameli, funzionario, magistrato e politico italiano († 1907)
- 1836 - Ernest Chenu, militare francese († 1879)
- 1836 - Francesco Segna, cardinale italiano († 1911)
- 1837 - Édouard Stephan, astronomo francese († 1923)
- 1838 - Edoardo Tofano, pittore italiano († 1920)
- 1839 - Emilio Comba, storico e religioso italiano († 1904)
- 1842 - Adolf Pinner, chimico tedesco († 1909)
- 1842 - Mary Corinna Putnam Jacobi, medico e docente statunitense († 1906)
- 1842 - Josef Riehl, ingegnere austriaco († 1917)
- 1842 - Josephine St. Pierre Ruffin, giornalista, editrice e attivista statunitense († 1924)
- 1843 - Georg von Hertling, politico tedesco († 1919)
- 1844 - Felice Avogadro di Quinto, generale italiano († 1907)
- 1844 - Elizabeth Stuart Phelps Ward, scrittrice e attivista statunitense († 1911)
- 1845 - Camille Ournac, politico francese († 1925)
- 1847 - Edoardo Matania, pittore e illustratore italiano († 1929)
- 1851 - Robert Emmet Odlum, nuotatore statunitense († 1885)
- 1852 - John Neville Keynes, filosofo e economista inglese († 1949)
- 1852 - Gaetano Previati, pittore italiano († 1920)
- 1854 - Erulo Eroli, pittore italiano († 1916)
- 1855 - Sebastiano Nicotra, arcivescovo cattolico italiano († 1929)
- 1856 - Augusto Sezanne, pittore italiano († 1935)
- 1857 - Raimondo D'Aronco, architetto italiano († 1932)
- 1857 - Alice Hughes, fotografa britannica († 1939)
- 1858 - Alan Johnstone, diplomatico inglese († 1932)
- 1859 - Robert Jowitt Whitwell, medievista, lessicografo e latinista britannico († 1928)
- 1860 - Alfred Grütter, tiratore a segno svizzero († 1937)
- 1863 - Isabella di Baviera, nobile tedesca († 1924)
- 1864 - George Bishop Sudworth, botanico statunitense († 1927)
- 1864 - Ramón Zubieta y Les, missionario e vescovo cattolico spagnolo († 1921)
- 1865 - Frank Doremus, politico statunitense († 1947)
- 1865 - Paolo Schicchi, anarchico italiano († 1950)
- 1866 - Elizabeth von Arnim, romanziera britannica († 1941)
- 1866 - Gilbert Bougnol, schermidore francese († 1947)
- 1866 - Raimund Friedrich Kaindl, docente, linguista e storico austriaco († 1930)
- 1866 - William Wallace, militare statunitense († 1945)
- 1867 - Eugène Béjot, incisore e pittore francese († 1931)
- 1868 - Michele Maluta, imprenditore e dirigente sportivo italiano († 1943)
- 1868 - Ludwig Pick, patologo tedesco († 1944)
- 1869 - Pio Franchi de' Cavalieri, filologo italiano († 1960)
- 1869 - Carl von Opel, imprenditore tedesco († 1927)
- 1869 - Anthony Ashley-Cooper, IX conte di Shaftesbury, generale e filantropo inglese († 1961)
- 1870 - Victor Vlad Delamarina, poeta romeno († 1896)
- 1870 - George Eyser, ginnasta tedesco († 1919)
- 1870 - Francesco Marmaggi, cardinale e arcivescovo cattolico italiano († 1949)
- 1870 - Maria Montessori, pedagogista, educatrice e medica italiana († 1952)
- 1871 - Ernesto II di Sassonia-Altenburg, duca († 1955)
- 1871 - Augusto Ferrari, architetto, pittore e fotografo italiano († 1970)
- 1871 - Silvio Spaventa Filippi, giornalista, traduttore e romanziere italiano († 1931)
- 1872 - Louis-Hugues Vincent, presbitero e archeologo francese († 1960)
- 1873 - Antonio Boggiano Pico, politico e giurista italiano († 1965)
- 1873 - Robert Schable, attore statunitense († 1947)
- 1874 - Vjačeslav Rudol'fovič Menžinskij, rivoluzionario e politico sovietico († 1934)
- 1874 - Edward Lee Thorndike, psicologo statunitense († 1949)
- 1875 - Hamid Ali Khan di Rampur, principe indiano († 1930)
- 1875 - Eddie Plank, giocatore di baseball statunitense († 1926)
- 1876 - Violet Gibson, criminale irlandese († 1956)
- 1878 - Maurice Jean-Baptiste Amoudru, vescovo cattolico francese († 1961)
- 1878 - Frank Jarvis, velocista e triplista statunitense († 1933)
- 1878 - Marc Perrodon, schermidore francese († 1939)
- 1879 - Edward Coverley Kennedy, militare inglese († 1939)
- 1879 - Alma Mahler Schindler, compositrice e scrittrice austriaca († 1964)
- 1879 - Taishō, imperatore giapponese († 1926)
- 1880 - Guglielmina dei Paesi Bassi, regina († 1962)
- 1880 - Hans Nibel, ingegnere tedesco († 1934)
- 1882 - Luigi Bailo, militare e aviatore italiano († 1916)
- 1882 - René Fauchois, scrittore, drammaturgo e attore teatrale francese († 1962)
- 1882 - Franz Hofer, regista, sceneggiatore e produttore cinematografico tedesco († 1945)
- 1882 - Raymond Janin, bizantinista francese († 1972)
- 1882 - Harry Porter, altista statunitense († 1965)
- 1883 - Ramón Fonst, schermidore e dirigente sportivo cubano († 1959)
- 1883 - Leonid Alekseevič Kulik, scienziato e mineralogista russo († 1942)
- 1883 - Leo O'Connell, calciatore statunitense († 1934)
- 1883 - Vittorio Spositi, dirigente sportivo italiano († 1960)
- 1884 - Luigi Almirante, attore e comico italiano († 1963)
- 1884 - Erik Brandt, politico svedese († 1955)
- 1884 - José Soler Casabón, compositore spagnolo († 1964)
- 1885 - Luigi Bianchi, avvocato, dirigente sportivo e calciatore italiano († 1976)
- 1885 - DuBose Heyward, scrittore e commediografo statunitense († 1940)
- 1885 - Harold Kitching, canottiere britannico († 1980)
- 1886 - Arthur Shirley, attore, regista e sceneggiatore australiano († 1967)
- 1887 - Zenobia Camprubí, scrittrice e traduttrice spagnola († 1956)
- 1887 - Tom Carpenter, giocatore di snooker gallese
- 1887 - William McMillan, scultore e medaglista scozzese († 1977)
- 1887 - Friedrich Adolf Paneth, chimico austriaco († 1958)
- 1888 - Gaston Cornereau, schermidore francese († 1944)
- 1888 - Giulio Foresti, pilota automobilistico italiano († 1965)
- 1889 - Giuseppe Chiostergi, politico italiano († 1961)
- 1889 - Giulio Giannelli, storico e numismatico italiano († 1980)
- 1889 - Ramona Trinidad Iglesias-Jordan, supercentenaria portoricana († 2004)
- 1890 - Arcady Boytler, regista, attore e sceneggiatore russo († 1965)
- 1890 - Rudolf Weber, aviatore austro-ungarico († 1918)
- 1891 - Cesare Nordio, compositore italiano († 1977)
- 1891 - Karel Šubrt, calciatore boemo
- 1892 - Wheeler Dryden, attore e regista britannico († 1957)
- 1892 - Claire Du Brey, attrice statunitense († 1993)
- 1892 - Georges Fleurix, pallanuotista belga
- 1892 - Henri Jacob Victor Sody, zoologo olandese († 1959)
- 1893 - Clifton Cates, generale statunitense († 1970)
- 1893 - Francesco Jacomoni di San Savino, diplomatico e generale italiano († 1973)
- 1893 - Władysław Karaś, tiratore a segno polacco († 1942)
- 1893 - John Noble Kennedy, generale scozzese († 1970)
- 1893 - Boļeslavs Sloskāns, vescovo cattolico lettone († 1981)
- 1894 - Alfredo Ghierra, calciatore uruguaiano († 1973)
- 1895 - Peter H. Ruvolo, avvocato e politico statunitense († 1943)
- 1895 - Dezső Kőszegi, allenatore di calcio e calciatore ungherese († 1951)
- 1895 - Pietro Montani, pianista e compositore italiano († 1967)
- 1895 - Ben Verweij, calciatore olandese († 1951)
- 1896 - Ettore Masetti, calciatore italiano († 1975)
- 1896 - Celio Rabotti, politico italiano († 1975)
- 1896 - Félix-Antoine Savard, scrittore canadese († 1982)
- 1897 - Otto Dietrich, politico, giornalista e scrittore tedesco († 1952)
- 1897 - Silverio Izaguirre, calciatore spagnolo († 1935)
- 1897 - Fredric March, attore statunitense († 1975)
- 1898 - Colbert Clark, sceneggiatore, regista e produttore cinematografico statunitense († 1960)
- 1899 - Ramón Mutis, calciatore argentino († 1992)
- 1899 - Oreste Pieroni, politico italiano († 1976)
- 1899 - Nikolaos Ventouras, incisore greco († 1990)
- 1900 - Roland Culver, attore britannico († 1984)
- 1900 - Gino Lucetti, anarchico e antifascista italiano († 1943)
- 1900 - Alfredo Porzio, pugile argentino († 1976)
- 1900 - Mariano Trigo, pallanuotista spagnolo († 1990)
- 1900 - Kaspar Waldis, calciatore svizzero († 1955)
- 1900 - Gian Luigi Zucchi, militare italiano († 1918)

## XX secolo(792)
- 1901 - Virginio Bertinelli, politico italiano († 1973)
- 1901 - Hans-Adolf Prützmann, generale tedesco († 1945)
- 1902 - Fausto Brancolini, calciatore italiano († 1962)
- 1902 - Germaine Kanova, fotografa francese († 1975)
- 1902 - Walter Landauer, editore tedesco († 1944)
- 1902 - Erika von Thellmann, attrice austriaca († 1988)
- 1902 - Arvid Östman, lottatore svedese († 1984)
- 1903 - Vladimir Jankélévitch, filosofo e musicologo francese († 1985)
- 1904 - Luigi Boni, pittore italiano († 1977)
- 1904 - Morgan Moore Moulder, politico e avvocato statunitense († 1976)
- 1904 - Juozas Žebrauskas, calciatore lituano († 1933)
- 1905 - Otto Cordes, pallanuotista tedesco († 1970)
- 1905 - Sanford Meisner, attore, insegnante e direttore artistico statunitense († 1997)
- 1905 - El-Sayed Nosseir, sollevatore egiziano († 1977)
- 1905 - Dore Schary, sceneggiatore e produttore cinematografico statunitense († 1980)
- 1905 - Leo Richard Smith, vescovo cattolico statunitense († 1963)
- 1906 - Noel Francis, attrice statunitense († 1959)
- 1906 - Michel François, storico e archivista francese († 1981)
- 1906 - Raymond Sommer, pilota di Formula 1 francese († 1950)
- 1907 - Argentina Brunetti, attrice argentina († 2005)
- 1907 - Edoardo Molinar, ciclista su strada italiano († 1994)
- 1907 - Altiero Spinelli, politico e scrittore italiano († 1986)
- 1907 - Ramon Magsaysay, politico filippino († 1957)
- 1908 - Paul-Jacques Bonzon, scrittore francese († 1978)
- 1908 - Edward Colmans, attore britannico († 1977)
- 1908 - Erna Eifler, attivista tedesca († 1944)
- 1908 - Camillo Ferrè, calciatore italiano († 1997)
- 1908 - Jacques Loew, presbitero e teologo francese († 1999)
- 1908 - Michele Ortuso, chitarrista, direttore d'orchestra e compositore italiano († 1981)
- 1908 - William Saroyan, scrittore e drammaturgo statunitense († 1981)
- 1908 - Robert Richardson Sears, psicologo statunitense († 1989)
- 1909 - Edoardo Battaglia, politico e avvocato italiano († 1975)
- 1909 - François Fejtő, giornalista e politologo ungherese († 2008)
- 1909 - Josef Košťálek, calciatore cecoslovacco († 1971)
- 1910 - Enrico De Cillia, pittore italiano († 1993)
- 1910 - Antonio León Amador, calciatore spagnolo († 1995)
- 1910 - Mark Liburkin, compositore di scacchi sovietico († 1953)
- 1910 - Saverio Muratori, architetto, urbanista e storico dell'architettura italiano († 1973)
- 1910 - Cliff Sutter, tennista statunitense († 2000)
- 1910 - Maurice Tornay, religioso svizzero († 1949)
- 1910 - Petar Trifunović, scacchista jugoslavo († 1980)
- 1910 - Raoul Ubac, fotografo, pittore e incisore belga († 1985)
- 1910 - Gennadij Ivanovič Voronov, politico sovietico († 1994)
- 1911 - Ignazio Cazzaniga, filologo classico e latinista italiano († 1974)
- 1911 - Ambrogio Marchioni, arcivescovo cattolico e diplomatico italiano († 1989)
- 1911 - Carlo Pinelli, compositore italiano († 2004)
- 1911 - Arsenio Rodríguez, musicista e compositore cubano († 1970)
- 1911 - Ray Ruddy, nuotatore e pallanuotista statunitense († 1938)
- 1911 - Paul Nobuo Tatsuguchi, chirurgo giapponese († 1943)
- 1911 - Ramón Vinay, tenore cileno († 1996)
- 1912 - Helmut Hamann, velocista tedesco († 1941)
- 1912 - Ichiji Ōtani, calciatore giapponese († 2007)
- 1912 - Katsumi Tezuka, attore e giocatore di baseball giapponese
- 1912 - Yrjö Keinonen, generale finlandese († 1977)
- 1912 - Rolland Étienne, cestista francese († 2003)
- 1913 - Emanuele Buil Lalueza, religioso spagnolo († 1936)
- 1913 - Ray Dandridge, giocatore di baseball statunitense († 1994)
- 1913 - Jacques Foccart, politico, diplomatico e imprenditore francese († 1997)
- 1913 - Carlo Infascelli, produttore cinematografico, regista e sceneggiatore italiano († 1984)
- 1913 - Helen Levitt, fotografa e regista statunitense († 2009)
- 1913 - Bernard Lovell, astronomo e fisico inglese († 2012)
- 1913 - Adolf Schreiber, ciclista su strada liechtensteinese († 1983)
- 1914 - Joan Barclay, attrice statunitense († 2002)
- 1914 - Richard Basehart, attore statunitense († 1984)
- 1914 - Ines Bedeschi, partigiana italiana († 1945)
- 1914 - Leonardo De Mitri, regista, sceneggiatore e critico cinematografico italiano († 1956)
- 1914 - Franz Rosenthal, orientalista tedesco († 2003)
- 1914 - Alfredo Varelli, attore italiano († 1996)
- 1915 - Ermanno Bertolotti, calciatore italiano
- 1915 - Gretl Braun, fotografa tedesca († 1987)
- 1915 - Michele Arcangelo De Palo, partigiano italiano († 1944)
- 1915 - David Hooper, scacchista britannico († 1998)
- 1915 - Pete Newell, allenatore di pallacanestro e dirigente sportivo canadese († 2008)
- 1915 - Ettore Rossi, medico svizzero († 1998)
- 1916 - Everett Lee, direttore d'orchestra e violinista statunitense († 2022)
- 1917 - Pier Francesco De Martinis, calciatore italiano
- 1917 - Girolamo Manisco, militare italiano († 2012)
- 1917 - Ján Podhradský, calciatore slovacco († 1998)
- 1918 - Hélène Bessette, scrittrice francese († 2000)
- 1918 - Bill Homeier, pilota automobilistico statunitense († 2001)
- 1918 - Alan Jay Lerner, paroliere e sceneggiatore statunitense († 1986)
- 1918 - Sergio Montipò, fumettista, disegnatore e calciatore italiano
- 1918 - Lionello Santi, produttore cinematografico italiano († 1995)
- 1919 - Jackson do Pandeiro, cantante e percussionista brasiliano († 1982)
- 1919 - Amrita Pritam, scrittrice indiana († 2005)
- 1919 - Milko Skofic, produttore cinematografico, attore e medico sloveno († 1997)
- 1919 - Claudio Valdagni, oncologo e radiologo italiano († 2016)
- 1920 - Sergio Antonielli, scrittore, critico letterario e italianista italiano († 1982)
- 1920 - David Lowell Rich, regista statunitense († 2001)
- 1920 - G.D. Spradlin, attore e regista statunitense († 2011)
- 1921 - Giuseppe Braccini, calciatore italiano
- 1921 - Otis Pike, politico statunitense († 2014)
- 1921 - Raymond Williams, scrittore e sociologo gallese († 1988)
- 1922 - Gianni Bertini, artista italiano († 2010)
- 1923 - Lamberto Coppini, anatomista italiano († 2000)
- 1923 - Ed Grady, attore e insegnante statunitense († 2012)
- 1923 - Hank Lefkowitz, cestista statunitense († 2007)
- 1923 - Giulio Libano, trombettista, arrangiatore e direttore d'orchestra italiano († 2016)
- 1924 - Alberto Cecchi, politico e giornalista italiano († 2014)
- 1924 - Ramon Cojuangco, imprenditore filippino († 1984)
- 1924 - Buddy Hackett, attore statunitense († 2003)
- 1924 - Lidio Massagrande, calciatore italiano
- 1924 - Harry Meyen, attore, regista e doppiatore tedesco († 1979)
- 1924 - Wolfgang Müller-Lauter, filosofo tedesco († 2001)
- 1924 - George Sewell, attore britannico († 2007)
- 1925 - Piero De Palma, tenore italiano († 2013)
- 1925 - Ernest Henry Nickel, mineralogista canadese († 2009)
- 1925 - Giorgio Pasquali, politico e ingegnere italiano († 2012)
- 1925 - Maurice Pialat, regista e attore francese († 2003)
- 1925 - Katyna Ranieri, cantante e attrice italiana († 2018)
- 1925 - Elwin Schlebrowski, calciatore tedesco († 2000)
- 1925 - Riccardo Schweizer, pittore, scultore e fotografo italiano († 2004)
- 1925 - Guido Sereni, scrittore e poeta italiano († 2010)
- 1925 - Paolo Tringali, politico e sindacalista italiano († 2022)
- 1925 - Mario Valiante, politico italiano († 2018)
- 1926 - Umberto Badii, ex calciatore e allenatore di calcio italiano
- 1926 - Cesare De Silvestri, psichiatra e psicoterapeuta italiano († 2009)
- 1926 - Mario Puddu, politico italiano († 2023)
- 1927 - Dobrinka Džambazova, cestista bulgara († 2016)
- 1927 - Jim Finks, giocatore di football americano, allenatore di football americano e dirigente sportivo statunitense († 1994)
- 1927 - Tina Mirella Manferdini, filosofa italiana († 2005)
- 1927 - Kathleen Russell, velocista e lunghista giamaicana († 1969)
- 1927 - Rolf Wembstad, dirigente sportivo e calciatore norvegese († 2013)
- 1928 - Lionello Bertoldi, politico italiano († 2022)
- 1928 - James Coburn, attore statunitense († 2002)
- 1928 - Jeremy Maas, critico d'arte britannico († 1997)
- 1928 - Jaime Sin, cardinale e arcivescovo cattolico filippino († 2005)
- 1929 - Julio Ramón Ribeyro, scrittore peruviano († 1994)
- 1929 - Osamu Yamaji, calciatore giapponese († 2021)
- 1930 - Umberto Pellegrini, fisico italiano († 2014)
- 1930 - Ronald Leo Sprinkle, psicologo statunitense
- 1930 - Tengku Ampuan Bariah, sovrana malese († 2011)
- 1930 - Lou Tsioropoulos, cestista statunitense († 2015)
- 1931 - Jean Béliveau, hockeista su ghiaccio canadese († 2014)
- 1931 - Bernard Bennett, giocatore di snooker inglese († 2002)
- 1931 - Sergio Matteucci, attore, doppiatore e conduttore radiofonico italiano († 2020)
- 1931 - Noble Willingham, attore statunitense († 2004)
- 1932 - Alfredo Lucifero, poeta, scrittore e scultore italiano
- 1932 - Umberto Segato, giornalista, scrittore e poeta italiano († 2025)
- 1932 - Giorgio Tononi, politico italiano († 2013)
- 1933 - Antonio Silvano Andriani, politico e economista italiano († 2014)
- 1933 - František Pokorný, cestista cecoslovacco († 2014)
- 1933 - Claudio Segovia, regista teatrale, costumista e scenografo argentino
- 1933 - Robin Wagner, scenografo statunitense († 2023)
- 1933 - Pacita Wiedel, ex schermitrice spagnola
- 1934 - Raymond Buckland, saggista e sacerdote britannico († 2017)
- 1934 - Heinz Goll, pittore, scultore e incisore austriaco († 1999)
- 1934 - Arturo Maria Guatelli, giornalista e politico italiano († 2000)
- 1935 - Manuel Batalla, ex calciatore spagnolo
- 1935 - Irene Cefaro, attrice italiana († 2013)
- 1935 - Michele Cennamo, architetto e urbanista italiano († 2016)
- 1935 - Eldridge Cleaver, attivista e saggista statunitense († 1998)
- 1935 - Barry MacKay, tennista e telecronista sportivo statunitense († 2012)
- 1935 - Pietro Meloni, vescovo cattolico italiano
- 1935 - Rosenda Monteros, attrice messicana († 2018)
- 1935 - Alessandro Ninchi, attore, regista e sceneggiatore italiano († 2005)
- 1935 - Bryan Organ, pittore britannico
- 1935 - Miela Reina, artista e pittrice italiana († 1972)
- 1935 - Frank Robinson, giocatore di baseball e allenatore di baseball statunitense († 2019)
- 1936 - Alberto Assirelli, ciclista su strada italiano († 2017)
- 1936 - Otelo Saraiva de Carvalho, militare portoghese († 2021)
- 1936 - Lee Harman, cestista e truccatore statunitense († 2021)
- 1936 - Giovanni Marchesini, ingegnere italiano († 2023)
- 1936 - Fabrizia Ramondino, scrittrice italiana († 2008)
- 1937 - Warren Berlinger, attore statunitense († 2020)
- 1937 - Nerone Ceccarelli, scultore italiano († 1996)
- 1937 - Nikos Eleutheriadīs, ex calciatore cipriota
- 1937 - Gunter Hampel, clarinettista, flautista e compositore tedesco
- 1937 - Enrico Musiani, cantante italiano († 2024)
- 1937 - Carlo Sangalli, politico italiano
- 1938 - Martin Bell, giornalista, ex politico e funzionario britannico
- 1938 - Salvatore Civita, politico italiano († 2008)
- 1938 - Galina Gorochova, ex schermitrice sovietica
- 1938 - Wieland Kuijken, violoncellista e gambista belga
- 1938 - Luigi Lonfernini, avvocato, politico e banchiere sammarinese
- 1938 - Jean-Daniel Nicoud, informatico svizzero
- 1938 - Liz Starkie, ex tennista britannica
- 1938 - Manfred Wagner, calciatore tedesco († 2015)
- 1938 - Vincent Warren, ballerino e archivista statunitense († 2017)
- 1939 - Hennadij Čečuro, cestista sovietico († 2000)
- 1939 - Cleveland Eaton, contrabbassista, musicista e produttore discografico statunitense († 2020)
- 1939 - Jerry Allison, batterista, cantante e cantautore statunitense († 2022)
- 1939 - Marcello Marziali, attore italiano († 2023)
- 1939 - Gianfranco Pintore, giornalista e scrittore italiano († 2012)
- 1939 - Catherine Rouvel, attrice francese
- 1939 - Nicola Ruggiero, calciatore italiano
- 1939 - Bruce Spraggins, cestista statunitense († 2021)
- 1939 - Paul Winter, sassofonista, compositore e musicista statunitense
- 1940 - Robbie Basho, cantautore e chitarrista statunitense († 1986)
- 1940 - Alain Calmat, ex pattinatore artistico su ghiaccio, medico e politico francese
- 1940 - Mihai Dimancea, cestista e allenatore di pallacanestro rumeno († 2023)
- 1940 - Luigi Ferrari, ex calciatore italiano
- 1940 - Harry Keramidas, montatore statunitense
- 1940 - Richard Liversedge, slittinista britannico († 2022)
- 1940 - Jack Thompson, attore australiano
- 1940 - Gennadij Vasil'ev, regista sovietico († 1999)
- 1941 - Knut Faldbakken, scrittore norvegese
- 1941 - Jean Guillot, calciatore e allenatore di calcio francese († 1996)
- 1941 - Emmanuel Nunes, compositore portoghese († 2012)
- 1941 - Graziella Riga, politica italiana († 2012)
- 1941 - Mircea Rădulescu, allenatore di calcio e ex calciatore rumeno
- 1941 - Alberto Verso, costumista italiano († 2007)
- 1942 - Gianluigi Da Rold, giornalista e scrittore italiano
- 1942 - Rodolfo Guzzi, fisico e scrittore italiano
- 1942 - Daniel Percheron, politico francese
- 1942 - Alessandro Pesenti-Rossi, pilota automobilistico italiano
- 1942 - Gérard Pirès, regista e sceneggiatore francese
- 1942 - Pedro Solbes, politico spagnolo († 2023)
- 1942 - William Tannen, regista, produttore cinematografico e sceneggiatore statunitense
- 1943 - Melchiorre Cirami, politico italiano
- 1943 - Gianna Serra, attrice italiana
- 1943 - Albert Finlay, ex calciatore nordirlandese
- 1943 - Frank Cameron Jackson, filosofo australiano
- 1943 - Amedeo Quondam, storico della letteratura, italianista e saggista italiano († 2024)
- 1944 - John Austin, cestista statunitense († 2020)
- 1944 - Mauro Baranzini, docente e economista svizzero
- 1944 - Ivano Beggio, imprenditore italiano († 2018)
- 1944 - Roger Dean, illustratore britannico
- 1944 - Dietmar Huhn, attore tedesco
- 1944 - Sergio Iannuccilli, politico e giornalista italiano
- 1944 - Jos LeDuc, wrestler canadese († 1999)
- 1944 - Anna Lizaran, attrice spagnola († 2013)
- 1944 - Joachim Marx, ex calciatore polacco
- 1944 - Earnie Shavers, pugile statunitense († 2022)
- 1945 - Lee Bryant, attrice statunitense
- 1945 - Sérgio Godinho, poeta, compositore e cantante portoghese
- 1945 - Ginés González García, politico argentino († 2024)
- 1945 - Henk Houwaart, allenatore di calcio e ex calciatore olandese
- 1945 - Donyale Luna, supermodella e attrice statunitense († 1979)
- 1945 - Van Morrison, cantautore, polistrumentista e paroliere nordirlandese
- 1945 - Itzhak Perlman, violinista e direttore d'orchestra israeliano
- 1945 - Anna Pfeffer, ex canoista ungherese
- 1945 - Leonid Popov, cosmonauta sovietico
- 1945 - Bob Welch, musicista statunitense († 2012)
- 1946 - Dennis Byrd, giocatore di football americano statunitense († 2010)
- 1946 - Edgar Chandler, giocatore di football americano statunitense († 1992)
- 1946 - Tom Coughlin, allenatore di football americano statunitense
- 1946 - Enrico Falqui, politico italiano
- 1946 - Emilio Gentile, storico italiano
- 1946 - Vladimir Šmelëv, pentatleta sovietico († 2023)
- 1947 - Silvana Amati, ex politica italiana
- 1947 - Anna Brasi, regista e sceneggiatrice italiana
- 1947 - Rita dalla Chiesa, conduttrice televisiva e politica italiana
- 1947 - John Farmer, ex calciatore inglese
- 1947 - Dimităr Marašliev, calciatore bulgaro († 2018)
- 1947 - Mona Marshall, attrice, doppiatrice e comica statunitense
- 1947 - Luca Cordero di Montezemolo, imprenditore, dirigente d'azienda e ex politico italiano
- 1947 - Steve Perry, scrittore statunitense
- 1947 - Somchai Wongsawat, politico e avvocato thailandese
- 1948 - Harald Ertl, pilota automobilistico e giornalista austriaco († 1982)
- 1948 - Ricky Gardiner, chitarrista e compositore scozzese († 2022)
- 1948 - Margherita Mussi, archeologa italiana
- 1948 - Holger Osieck, allenatore di calcio e ex calciatore tedesco
- 1948 - Alessandro Pajno, magistrato e politico italiano
- 1948 - Howard Porter, cestista statunitense († 2007)
- 1948 - Rudolf Schenker, chitarrista tedesco
- 1948 - Monique van Haver, ex tennista belga
- 1949 - Richard Gere, attore e attivista statunitense
- 1949 - Dirk Hamilton, musicista e cantautore statunitense
- 1949 - Daniel Huygens, politico belga († 2014)
- 1949 - Stephen McKinley Henderson, attore statunitense
- 1949 - David Politzer, fisico statunitense
- 1949 - Rick Roberts, cantante e chitarrista statunitense
- 1949 - Ubaldo Scanagatta, giornalista, telecronista sportivo e personaggio televisivo italiano
- 1950 - Martina Babková, ex cestista cecoslovacca
- 1950 - Marcello Del Duca, ex pallanuotista italiano
- 1951 - Mario Boljat, calciatore jugoslavo († 2024)
- 1951 - Roy Ebron, cestista statunitense († 2014)
- 1951 - Hilary Labow, attrice canadese
- 1951 - Valerio Lualdi, ex ciclista su strada italiano
- 1951 - Simon Tschobang, calciatore camerunese († 2007)
- 1951 - Aleksej Efimovič Učitel', regista russo
- 1952 - Lionel Billingy, ex cestista e allenatore di pallacanestro statunitense
- 1952 - Wayman Britt, ex cestista statunitense
- 1952 - Riccardo Cucchi, giornalista italiano
- 1952 - Tadeusz Golik, ex sollevatore polacco
- 1952 - Enzo Iacchetti, comico, cabarettista e conduttore televisivo italiano
- 1952 - Mickey Johnson, ex cestista statunitense
- 1952 - Kim Kashkashian, violista statunitense
- 1952 - Tom McBreen, ex nuotatore statunitense
- 1952 - John O'Reilly, batterista statunitense
- 1952 - Herbert Reul, politico tedesco
- 1952 - Gianni Riso, disc jockey e cantante italiano
- 1952 - Francesco Paolo Tronca, prefetto e funzionario italiano
- 1953 - Miguel Ángel Guerra, ex pilota automobilistico argentino
- 1953 - Marcia Clark, avvocatessa e scrittrice statunitense
- 1953 - Pavel Vladimirovič Vinogradov, cosmonauta russo
- 1953 - Dave Weldon, politico e medico statunitense
- 1954 - Sergio Caputo, cantautore e chitarrista italiano
- 1954 - Ramón Duvalón, ex pugile cubano
- 1954 - Alan Kennedy, ex calciatore britannico
- 1954 - Ṙobert K'očaryan, politico karabakho
- 1954 - Mariacristina Gori, docente e storica dell'arte italiana († 2006)
- 1954 - Phil Martelli, allenatore di pallacanestro statunitense
- 1954 - Jean-Pierre Tempet, ex calciatore francese
- 1955 - Paul Arthur, archeologo inglese
- 1955 - Maurizio Gaiardi, allenatore di calcio e ex calciatore italiano
- 1955 - Victoria Jackson, imprenditrice, filantropa e scrittrice statunitense
- 1955 - Sead Lipovača, cantante bosniaco
- 1955 - Edwin Moses, ex ostacolista statunitense
- 1955 - Gary Webb, giornalista statunitense († 2004)
- 1955 - Ben Wijnstekers, ex calciatore olandese
- 1956 - Ron Carter, ex cestista statunitense
- 1956 - Massimo Casanova, ex cestista italiano
- 1956 - Giancarlo Ceccarelli, allenatore di calcio e ex calciatore italiano
- 1956 - Marco Gasperetti, giornalista e saggista italiano
- 1956 - Kent Nilsson, ex hockeista su ghiaccio svedese
- 1956 - Shirō Saitō, attore e doppiatore giapponese
- 1956 - Steven Sewell, ex cestista portoricano
- 1956 - Masashi Tashiro, cantante e comico giapponese
- 1956 - Julius Sullan Tonel, arcivescovo cattolico filippino
- 1956 - Tsai Ing-wen, politica taiwanese
- 1956 - Linda Zerilli, politologa e saggista statunitense
- 1957 - Bruno Arpaia, scrittore, giornalista e traduttore italiano
- 1957 - Monika Berwein, ex sciatrice alpina tedesca
- 1957 - Hanne Boel, cantante danese
- 1957 - Even Hole, allenatore di sci alpino e ex sciatore alpino norvegese
- 1957 - Aki Karvonen, ex fondista finlandese
- 1957 - Bengt Nilsson, ex calciatore svedese
- 1958 - Serge Blanco, ex rugbista a 15, dirigente sportivo e imprenditore francese
- 1958 - Julie Brown, attrice, cantante e sceneggiatrice statunitense
- 1958 - Antonio Finco, giornalista e scrittore italiano
- 1958 - Ramón Ibarra, attore e regista teatrale spagnolo
- 1958 - Thomas Knuths, tuffatore tedesco orientale
- 1958 - Michael Linhart, diplomatico e politico austriaco
- 1958 - Silvia Pepitoni, doppiatrice e dialoghista italiana
- 1958 - Antonietta Potente, teologa e religiosa italiana
- 1958 - Fredrik Sjöberg, scrittore, biologo e entomologo svedese
- 1958 - Éric Zemmour, giornalista, scrittore e saggista francese
- 1959 - Fab 5 Freddy, writer e conduttore televisivo statunitense
- 1959 - Ralph Krueger, dirigente sportivo, ex hockeista su ghiaccio e allenatore di hockey su ghiaccio canadese
- 1959 - Kevin Willmott, sceneggiatore e regista statunitense
- 1960 - Vali Ionescu, ex lunghista rumena
- 1960 - Martin McGaughey, ex calciatore britannico
- 1960 - Hassan Nasrallah, religioso e politico libanese († 2024)
- 1960 - Gertrude Ndombe, cestista della Repubblica Democratica del Congo († 2024)
- 1960 - Blake Nelson, scrittore statunitense
- 1960 - Uwe Wessel, bassista tedesco
- 1960 - Chris Whitley, cantautore e chitarrista statunitense († 2005)
- 1961 - Kieran Crowley, ex rugbista a 15 e allenatore di rugby a 15 neozelandese
- 1961 - Leonardo D'Ascenzo, arcivescovo cattolico italiano
- 1961 - Francesca Grimaldi, giornalista e conduttrice televisiva italiana
- 1961 - Anri, cantante giapponese
- 1961 - Francesca Martini, politica italiana
- 1961 - Ioan Gyuri Pascu, cantante, attore e comico rumeno († 2016)
- 1961 - Tonino Picula, politico croato
- 1961 - Dīmītrios Tsionanīs, ex calciatore greco
- 1962 - Janice Atkinson, politica britannica
- 1962 - Dee Bradley Baker, doppiatore statunitense
- 1962 - Nicolas Brouwet, vescovo cattolico francese
- 1962 - Bartolomej Juraško, ex calciatore cecoslovacco
- 1962 - Christophe Leclercq, imprenditore francese
- 1962 - Eduard Müller, politico austriaco
- 1962 - Shag, artista e pittore statunitense
- 1962 - Mike Smrek, ex cestista canadese
- 1962 - Tom Suozzi, politico statunitense
- 1962 - Giovanni Veronesi, sceneggiatore, regista e conduttore radiofonico italiano
- 1962 - Ted Wheeler, politico statunitense
- 1963 - Reb Beach, chitarrista statunitense
- 1963 - Egyptian Lover, rapper, produttore discografico e disc jockey statunitense
- 1963 - David Chastain, chitarrista, compositore e produttore discografico statunitense
- 1963 - Sylvain Kastendeuch, ex calciatore francese
- 1963 - Piero Piazzi, ex modello e manager italiano
- 1963 - Sonny Silooy, allenatore di calcio, dirigente sportivo e ex calciatore olandese
- 1963 - Józef Wandzik, ex calciatore polacco
- 1964 - Esteban Becker Churukian, allenatore di calcio argentino
- 1964 - Grazia Colombo, ex nuotatrice italiana
- 1964 - Margareta Ihrén, ex cestista svedese
- 1964 - Mark Lewis Jones, attore britannico
- 1964 - Joël Mesot, fisico svizzero
- 1964 - Ramón Arellano Félix, criminale messicano († 2002)
- 1964 - Duane Washington, ex cestista statunitense
- 1964 - Mike West, ex nuotatore canadese
- 1965 - Stefano Battaglia, pianista e compositore italiano
- 1965 - Giovanni Bellucci, pianista italiano
- 1965 - Daniel Bernhardt, attore, artista marziale e modello svizzero
- 1965 - Céline Bonnier, attrice canadese
- 1965 - Zsolt Borkai, ex ginnasta, dirigente sportivo e politico ungherese
- 1965 - Roberto Deidier, poeta e saggista italiano
- 1965 - Ricardo Alfredo González, ex calciatore cileno
- 1965 - Margareta Keszeg, ex mezzofondista rumena
- 1965 - Pablo Motos, comico e conduttore televisivo spagnolo
- 1965 - Alessio Pala, allenatore di calcio e ex calciatore italiano
- 1966 - Alberto Caiazza, attore e imitatore italiano
- 1966 - Thierry Champion, allenatore di tennis e ex tennista francese
- 1966 - Rosana Crispim da Costa, poetessa e regista brasiliana
- 1966 - Zdenko Morovic, calciatore venezuelano († 2024)
- 1966 - Ljuboslav Penev, allenatore di calcio e ex calciatore bulgaro
- 1966 - Igor' Skljarov, ex calciatore sovietico
- 1966 - Jan Einar Thorsen, ex sciatore alpino norvegese
- 1966 - Marcos Winter, attore brasiliano
- 1967 - Ralf Büchner, ex ginnasta tedesco orientale
- 1967 - Jonathan Cake, attore britannico
- 1967 - Nick Douglas, bassista statunitense
- 1967 - Christian Fassetta, attore e doppiatore italiano
- 1967 - Stuart Graham, attore britannico
- 1967 - Akiko Hiramatsu, doppiatrice giapponese
- 1967 - Gene Hoglan, batterista statunitense
- 1967 - Hiroaki Matsuyama, allenatore di calcio e ex calciatore giapponese
- 1967 - Anita Moen, ex fondista norvegese
- 1967 - Stefano Podeschi, ex arbitro di calcio sammarinese
- 1968 - Alberto Arrighi, politico italiano
- 1968 - Jennifer Azzi, ex cestista e allenatrice di pallacanestro statunitense
- 1968 - Ernie Barbarash, produttore cinematografico e regista statunitense
- 1968 - Doof, disc jockey britannico
- 1968 - Joseph Cedar, regista e sceneggiatore israeliano
- 1968 - Glenroy Gilbert, ex velocista, lunghista e bobbista canadese
- 1968 - George Gilmore, ex cestista e allenatore di pallacanestro statunitense
- 1968 - Jørre Kjemperud, ex giocatore di beach volley norvegese
- 1968 - Jan Erlend Kruse, ex calciatore norvegese
- 1968 - Derek Whyte, allenatore di calcio e ex calciatore scozzese
- 1969 - Victor Alexander, ex cestista statunitense
- 1969 - Simona Bencini, cantante italiana
- 1969 - Nathalie Bouvier, ex sciatrice alpina francese
- 1969 - Ermanno Brignoli, ex ciclista su strada italiano
- 1969 - Emilio Casalini, giornalista, conduttore televisivo e scrittore italiano
- 1969 - Jerico, cantautore italiano
- 1969 - Neil Covone, ex calciatore statunitense
- 1969 - Luis Cristaldo, ex calciatore argentino
- 1969 - Andrew Cunanan, serial killer statunitense († 1997)
- 1969 - Jonathan LaPaglia, attore australiano
- 1969 - Justo Ruiz, allenatore di calcio e ex calciatore spagnolo
- 1969 - Andrej Trefilov, ex hockeista su ghiaccio russo
- 1970 - Massimo Casanova, politico italiano
- 1970 - Derrick Chandler, ex cestista statunitense
- 1970 - Kristina Cook, cavallerizza britannica
- 1970 - Debbie Gibson, cantautrice e attrice statunitense
- 1970 - Bianca Laura Granato, politica italiana
- 1970 - Nikola Gruevski, politico macedone
- 1970 - Arie van Lent, allenatore di calcio e ex calciatore olandese
- 1970 - Epic Mazur, cantante, rapper e produttore discografico statunitense
- 1970 - Gakuto Mikumo, scrittore giapponese
- 1970 - Jeremy Nobis, sciatore alpino statunitense († 2023)
- 1970 - Stephanie Novacek, mezzosoprano statunitense
- 1970 - Nikodīmos Papavasileiou, allenatore di calcio e ex calciatore cipriota
- 1970 - James Robinson, ex cestista statunitense
- 1970 - Rania al-Yāsīn, regina kuwaitiana
- 1970 - Gianluca Semprini, giornalista e conduttore televisivo italiano
- 1970 - Leōnidas Vokolos, allenatore di calcio e ex calciatore greco
- 1970 - Zack Ward, attore canadese
- 1970 - Ian Williams, musicista, compositore e cantante statunitense
- 1971 - Nobuatsu Aoki, pilota motociclistico giapponese
- 1971 - Virna Dias, ex pallavolista brasiliana
- 1971 - Fabrice Gougot, ex ciclista su strada francese
- 1971 - Pádraig Harrington, golfista irlandese
- 1971 - Thomas Hill, ex cestista statunitense
- 1971 - Junior Jack, disc jockey e produttore discografico italiano
- 1971 - Luciano Mularoni, allenatore di calcio e ex calciatore sammarinese
- 1971 - Kinga Preis, attrice polacca
- 1971 - Jason Presson, attore statunitense
- 1971 - Vadim Viktorovič Repin, violinista russo
- 1971 - Tommaso Russo, ex pugile italiano
- 1971 - Chris Tucker, attore e comico statunitense
- 1971 - Alicia Villarreal, cantante messicana
- 1972 - Simon Aitchison, ex giocatore di calcio a 5 australiano
- 1972 - Miroslav Hlinka, hockeista su ghiaccio slovacco († 2014)
- 1972 - Kōnstantinos Kōnstantinidīs, allenatore di calcio e ex calciatore greco
- 1973 - Giuseppe Campione, calciatore italiano († 1994)
- 1973 - Elin Ek, ex fondista svedese
- 1973 - Helena Elinder, schermitrice svedese
- 1973 - Reggie Geary, ex cestista e allenatore di pallacanestro statunitense
- 1973 - Régis Genaux, allenatore di calcio e calciatore belga († 2008)
- 1973 - Ilario, disc jockey e conduttore radiofonico italiano
- 1973 - Priest Lauderdale, ex cestista statunitense
- 1973 - Lee So-young, fumettista sudcoreana
- 1973 - Scott Niedermayer, allenatore di hockey su ghiaccio e ex hockeista su ghiaccio canadese
- 1973 - Mary Peltola, politica statunitense
- 1973 - Kenneth Sivertsen, ex sciatore alpino norvegese
- 1973 - Manuel Sol, ex calciatore messicano
- 1974 - Raimund Hedl, ex calciatore austriaco
- 1974 - Teruyoshi Itō, ex calciatore giapponese
- 1974 - Andrij Medvedjev, allenatore di tennis e ex tennista ucraino
- 1974 - Marc Webb, regista e produttore televisivo statunitense
- 1974 - Andrejus Zadneprovskis, pentatleta lituano
- 1975 - Daniel Harding, direttore d'orchestra britannico
- 1975 - Philipp Kutter, politico svizzero
- 1975 - Sara Ramírez, attrice e cantante messicana
- 1975 - Flávio Sérgio Viana, ex giocatore di calcio a 5 brasiliano
- 1975 - Ante Čović, allenatore di calcio e ex calciatore croato
- 1976 - Vincent Delerm, cantautore e arrangiatore francese
- 1976 - Shar Jackson, attrice statunitense
- 1976 - Constance Mantey, ex calciatore ghanese
- 1976 - Radek Martínek, ex hockeista su ghiaccio ceco
- 1976 - Lazarus Muhoni, ex calciatore zimbabwese
- 1976 - Minna Nieminen, canottiera finlandese
- 1976 - Ah Niu, cantante, compositore e attore malaysiano
- 1976 - Sophie Quinton, attrice francese
- 1976 - Roque Júnior, allenatore di calcio e ex calciatore brasiliano
- 1976 - Jens Sjögren, attore, regista e conduttore televisivo svedese
- 1976 - Marlin Stutzman, politico statunitense
- 1976 - Bjarni Óskar Þorsteinsson, ex calciatore islandese
- 1977 - Sol Estevanez, attrice argentina
- 1977 - Luca Fusco, allenatore di calcio e ex calciatore italiano
- 1977 - Simone Godano, regista e sceneggiatore italiano
- 1977 - Konstantin Gorovikov, hockeista su ghiaccio russo
- 1977 - Jeff Hardy, wrestler statunitense
- 1977 - Ian Harte, ex calciatore irlandese
- 1977 - Marco McDonald, ex calciatore giamaicano
- 1977 - Craig Nicholls, cantante, compositore e chitarrista australiano
- 1977 - Marco Predieri, attore teatrale, giornalista e drammaturgo italiano
- 1977 - Mitar Trivunović, allenatore di pallacanestro e ex cestista serbo
- 1977 - Barry Winchell, militare statunitense († 1999)
- 1978 - Regiane Alves, attrice televisiva e attrice cinematografica brasiliana
- 1978 - Philippe Christanval, ex calciatore francese
- 1978 - Edoardo De Angelis, regista, sceneggiatore e produttore cinematografico italiano
- 1978 - Mike Erwin, attore e doppiatore statunitense
- 1978 - Awa Guèye, ex cestista senegalese
- 1978 - Hoda Lattaf, ex calciatrice francese
- 1978 - Natassia Dreams, attrice pornografica statunitense
- 1978 - Duncan Ochieng, calciatore keniota
- 1978 - Aleksandar Ranković, allenatore di calcio e ex calciatore serbo
- 1978 - Matteo Rubbiani, astista italiano
- 1978 - Sandis Valters, ex cestista lettone
- 1979 - Paula Barreto, attrice colombiana
- 1979 - Ivan Cvetkov, ex calciatore e dirigente sportivo bulgaro
- 1979 - Alex Happacher, ex sciatore alpino italiano
- 1979 - Mickie James, wrestler e cantante statunitense
- 1979 - Mark Johnston, ex nuotatore canadese
- 1979 - Peter Luczak, allenatore di tennis e ex tennista polacco
- 1979 - Yara Martinez, attrice statunitense
- 1979 - Simon Neil, cantante, chitarrista e cantautore scozzese
- 1979 - Noelia, cantante e attrice portoricana
- 1979 - Johnny Phillips, ex cestista statunitense
- 1980 - Leo Bill, attore britannico
- 1980 - Joe Budden, rapper statunitense
- 1980 - Francesca Di Battista, ex cestista italiana
- 1980 - Cathy La Torre, avvocata e attivista italiana
- 1980 - Marcus Lindberg, calciatore e allenatore di calcio svedese
- 1980 - Emanuele Pesoli, allenatore di calcio e ex calciatore italiano
- 1980 - Aleksandr Popov, hockeista su ghiaccio russo
- 1980 - Stéphane Sarni, allenatore di calcio e ex calciatore svizzero
- 1981 - Örn Arnarson, nuotatore islandese
- 1981 - 40 Cal., rapper statunitense
- 1981 - Joshua Close, attore canadese
- 1981 - Jeanne Colignon, schermitrice francese
- 1981 - T.J. Cummings, ex cestista statunitense
- 1981 - Jasmine Jae, attrice pornografica britannica
- 1981 - JerryC, compositore e chitarrista taiwanese
- 1981 - Lars Jungnickel, ex calciatore tedesco
- 1981 - Basil Khalil, regista e sceneggiatore palestinese
- 1981 - Michal Meduna, calciatore ceco
- 1981 - Nawaf Mubarak, calciatore emiratino
- 1981 - Dwayne Peel, ex rugbista a 15 e allenatore di rugby a 15 britannico
- 1981 - Plenette Pierson, ex cestista e allenatrice di pallacanestro statunitense
- 1981 - Gareth Pugh, stilista inglese
- 1981 - Joe Swanberg, attore, regista e sceneggiatore statunitense
- 1981 - Stanislav Zacharov, ex pattinatore artistico su ghiaccio russo
- 1982 - Oscar Ahumada, ex calciatore argentino
- 1982 - Jordan Babineaux, ex giocatore di football americano statunitense
- 1982 - Juan Ciscomani, politico statunitense
- 1982 - Douglas Corsini, giocatore di calcio a 5 brasiliano
- 1982 - Ian Crocker, ex nuotatore statunitense
- 1982 - Chris Duhon, ex cestista e allenatore di pallacanestro statunitense
- 1982 - Michiel Elijzen, dirigente sportivo e ex ciclista su strada olandese
- 1982 - Erek Hansen, ex cestista statunitense
- 1982 - Christopher Katongo, ex calciatore zambiano
- 1982 - Serhij Kuznecov, allenatore di calcio e ex calciatore ucraino
- 1982 - Łukasz Mierzejewski, ex calciatore polacco
- 1982 - Pablo Munhoz, ex calciatore uruguaiano
- 1982 - Patrick Nuo, cantante svizzero
- 1982 - Daniel Omielańczuk, artista marziale misto polacco
- 1982 - Michail Prakapenka, pentatleta bielorusso
- 1982 - Pepe Reina, allenatore di calcio e ex calciatore spagnolo
- 1982 - Stephen Wellman, ex calciatore maltese
- 1982 - G. Willow Wilson, fumettista e scrittrice statunitense
- 1983 - Milan Biševac, allenatore di calcio e ex calciatore serbo
- 1983 - Roddy Darragon, ex fondista francese
- 1983 - Larry Fitzgerald, ex giocatore di football americano statunitense
- 1983 - Lasse Svan Hansen, ex pallamanista danese
- 1983 - Stefano Lodovichi, regista e sceneggiatore italiano
- 1983 - Théo Lopes, pallavolista brasiliano
- 1983 - Lance Moore, giocatore di football americano statunitense
- 1983 - Santiago Orduna, pallavolista argentino
- 1983 - Wang Ke, calciatore cinese
- 1983 - Lucas Wilchez, ex calciatore argentino
- 1983 - Antonio Zennaro, politico italiano
- 1984 - Marko Banić, ex cestista croato
- 1984 - Matti Breschel, dirigente sportivo e ex ciclista su strada danese
- 1984 - Wolfgang Cerny, attore austriaco
- 1984 - Demir Demirev, sollevatore bulgaro
- 1984 - Maher Hannachi, calciatore tunisino
- 1984 - Ryan Kesler, hockeista su ghiaccio statunitense
- 1984 - Ted Ligety, ex sciatore alpino statunitense
- 1984 - Hiromi Matsuura, cantante, modella e attrice pornografica giapponese
- 1984 - Javier Mojica, cestista statunitense
- 1984 - David Morris, sciatore freestyle australiano
- 1984 - Alessandro Orefice, allenatore di pallavolo italiano
- 1984 - Rajkummar Rao, attore indiano
- 1984 - Paula Reggiardo, cestista argentina
- 1984 - Charl Schwartzel, golfista sudafricano
- 1984 - Guntars Silagailis, ex calciatore e allenatore di calcio lettone
- 1985 - Marina Alabau, velista spagnola
- 1985 - Raffaele Carpentieri, doppiatore italiano
- 1985 - Katia Greco, attrice italiana
- 1985 - Ashley Hartman, attrice statunitense
- 1985 - Go Joon-hee, attrice sudcoreana
- 1985 - Deandre Latimore, pugile statunitense
- 1985 - Mabel Matiz, cantante turco
- 1985 - Cosimo Messeri, regista, attore e musicista italiano
- 1985 - Yuval Naimy, ex cestista israeliano
- 1985 - Rolando, ex calciatore capoverdiano
- 1985 - Serena Rossi, attrice, cantante e conduttrice televisiva italiana
- 1985 - L'Imam Seydi, ex calciatore francese
- 1985 - Mhairi Spence, pentatleta britannica
- 1985 - Nenad Stefanović, ex cestista e allenatore di pallacanestro serbo
- 1985 - Eglė Šulčiūtė, ex cestista e allenatrice di pallacanestro lituana
- 1985 - Hayden Tinto, calciatore trinidadiano
- 1985 - Mohammad bin Salman Al Sa'ud, principe e politico saudita
- 1986 - William Collazo, velocista cubano
- 1986 - Feng Tianwei, tennistavolista singaporiana
- 1986 - Rachelle Ann Go, cantante, attrice e modella filippina
- 1986 - Andrea Celeste, cantautrice italiana
- 1986 - Ryan Kelley, attore statunitense
- 1986 - Manon Melis, dirigente sportiva e ex calciatrice olandese
- 1986 - Brent Morin, attore statunitense
- 1986 - Pellumbesha Gjyli, ex calciatrice albanese
- 1986 - Melanie Schlanger, ex nuotatrice australiana
- 1986 - Thiago Schumacher, ex calciatore brasiliano
- 1986 - Johnny Wactor, attore statunitense († 2024)
- 1986 - D.J. White, ex cestista statunitense
- 1986 - Carlos Eduardo de Fiori Mendes, ex calciatore brasiliano
- 1987 - Roman Anoškin, canoista russo
- 1987 - Eric Botteghin, calciatore brasiliano
- 1987 - Mads Bødker, ex hockeista su ghiaccio danese
- 1987 - Pat Curran, artista marziale misto statunitense
- 1987 - Ekaterina D'jačenko, schermitrice russa
- 1987 - Ryan Duffy, ex calciatore britannico
- 1987 - Steve Johnson, giocatore di baseball statunitense
- 1987 - Morgan Kneisky, dirigente sportivo, ex pistard e ciclista su strada francese
- 1987 - Andreas Lie, ex calciatore norvegese
- 1987 - Oddbjørn Lie, ex calciatore norvegese
- 1987 - Andrea Martí, attrice messicana
- 1987 - Ondřej Pavelec, hockeista su ghiaccio ceco
- 1987 - Riza Santos, modella e personaggio televisivo canadese
- 1987 - Kidane Tadese, mezzofondista eritreo
- 1987 - Da'Shawn Thomas, ex giocatore di football americano statunitense
- 1987 - Marin Tomasov, calciatore croato
- 1988 - Antoine Adams, velocista nevisiano
- 1988 - Matt Adams, ex giocatore di baseball statunitense
- 1988 - Pedro Tiba, calciatore portoghese
- 1988 - Allen Bradford, giocatore di football americano statunitense
- 1988 - José Carlos Gonçalves, ex calciatore portoghese
- 1988 - Vicente Gómez, ex calciatore spagnolo
- 1988 - Ken Kallaste, calciatore estone
- 1988 - Petr Kutal, ex combinatista nordico ceco
- 1988 - Yoandy Leal, pallavolista cubano
- 1988 - Rachel Legrain-Trapani, modella francese
- 1988 - Vianney Mabidé, ex calciatore centrafricano
- 1988 - Athena, wrestler statunitense
- 1988 - David Ospina, calciatore colombiano
- 1988 - Jurij Postrigaj, canoista russo
- 1988 - Enzo Ruiz, calciatore uruguaiano
- 1988 - Eli Sabiá, calciatore brasiliano
- 1988 - Mahamane El-Hadji Traoré, ex calciatore maliano
- 1988 - Leon ter Wielen, calciatore olandese
- 1989 - Laura Collett, cavallerizza britannica
- 1989 - Denise Hanke, ex pallavolista tedesca
- 1989 - Henry Kisekka, calciatore ugandese
- 1989 - Dawid Konarski, pallavolista polacco
- 1989 - Stipe Plazibat, ex calciatore croato
- 1989 - Salvatore Puccio, ciclista su strada italiano
- 1989 - Shin Hye-sun, attrice sudcoreana
- 1989 - Xavier Siméon, pilota motociclistico belga
- 1989 - Josip Sobin, cestista croato
- 1989 - Jesús Sánchez, ex calciatore messicano
- 1989 - Ian Williams, giocatore di football americano statunitense
- 1989 - Tameka Williams, velocista nevisiana
- 1990 - Aleksandăr Cvetkov, calciatore bulgaro
- 1990 - Andrés Flores, ex calciatore salvadoregno
- 1990 - Svetoslav Gocev, pallavolista bulgaro
- 1990 - Romolo Guerreri, attore italiano
- 1990 - Katie Hall, soprano e attrice teatrale britannica
- 1990 - Ricardo Ippel, calciatore olandese
- 1990 - Maurits Lammertink, ex ciclista su strada olandese
- 1990 - Joe Looney, giocatore di football americano statunitense
- 1990 - Gary Mackay-Steven, calciatore scozzese
- 1990 - Tadeja Majerič, ex tennista slovena
- 1990 - Strahil Popov, calciatore bulgaro
- 1990 - Amir Sayoud, calciatore algerino
- 1990 - Sara Venerucci, pattinatrice artistica a rotelle italiana
- 1990 - Steeven Willems, ex calciatore francese
- 1991 - António Félix da Costa, pilota automobilistico portoghese
- 1991 - William Garrett, ex calciatore nordirlandese
- 1991 - Thomas Azevedo, calciatore belga
- 1991 - Moreno Hofland, ex ciclista su strada olandese
- 1991 - Yaghoub Karimi, calciatore iraniano
- 1991 - Goga Kikacheishvili, arbitro di calcio georgiano
- 1991 - Petros Mantalos, calciatore greco
- 1991 - Mimi Ndiweni, attrice britannica
- 1991 - Jason Rogers, velocista nevisiano
- 1991 - Shi Tingmao, ex tuffatrice cinese
- 1991 - Jakub Słowik, calciatore polacco
- 1991 - Cédric Soares, calciatore portoghese
- 1991 - Marco Spanghero, cestista italiano
- 1991 - Christian Walder, sciatore alpino austriaco
- 1992 - Jahii Carson, cestista statunitense
- 1992 - Nermin Crnkić, calciatore bosniaco († 2023)
- 1992 - Holly Earl, attrice britannica
- 1992 - Išxan Geloyan, calciatore armeno
- 1992 - Christian Kirksey, ex giocatore di football americano statunitense
- 1992 - Kim Magnusson, ex ciclista su strada svedese
- 1992 - Maryja Mamašuk, lottatrice bielorussa
- 1992 - Nick O'Leary, giocatore di football americano statunitense
- 1992 - Jabari Price, giocatore di football americano statunitense
- 1992 - Haibrany Ruiz Díaz, calciatore uruguaiano
- 1992 - Saïdou Simporé, calciatore burkinabé
- 1992 - Nicolás Tagliafico, calciatore argentino
- 1992 - Giliano Wijnaldum, ex calciatore olandese
- 1992 - Daryl Williams, giocatore di football americano statunitense
- 1992 - Mišel Žerak, ex sciatore alpino sloveno
- 1993 - Yasmina Akrari, pallavolista italiana
- 1993 - Il'nur Al'šin, calciatore russo
- 1993 - Askia Booker, cestista statunitense
- 1993 - Rei Gōda, cestista giapponese
- 1993 - Jairo Henríquez, calciatore salvadoregno
- 1993 - Anna Karnauch, pallanuotista russa
- 1993 - Pablo Marí, calciatore spagnolo
- 1993 - Yannis Morin, cestista francese
- 1993 - Mohamed Zaghloul, lottatore egiziano
- 1994 - Caleb Agada, cestista canadese
- 1994 - Daniela Arias, calciatrice colombiana
- 1994 - Klemens Murańka, saltatore con gli sci polacco
- 1994 - Herdi Prenga, calciatore croato
- 1994 - Mitchell Stahl, pallavolista statunitense
- 1994 - Marco Tecchio, mountain biker e ciclista su strada italiano
- 1994 - Giovanni Tocci, tuffatore italiano
- 1994 - Luiyi de Lucas, calciatore dominicano
- 1995 - Bolade Ajomale, velocista canadese
- 1995 - Luka Beljanski, giocatore di football americano serbo
- 1995 - Dávid Bobál, calciatore ungherese
- 1995 - Gergely Bobál, calciatore ungherese
- 1995 - Martijn Budding, ciclista su strada e ciclocrossista olandese
- 1995 - Giovanni Carboni, ciclista su strada italiano
- 1995 - John D'Leo, attore statunitense
- 1995 - Celine Helgemo, cantante norvegese
- 1995 - Jelle van der Heyden, calciatore olandese
- 1995 - Tim Kleindienst, calciatore tedesco
- 1995 - Jourdan Lewis, giocatore di football americano statunitense
- 1995 - Tayler Persons, cestista statunitense
- 1995 - Carlos Rosel, calciatore messicano
- 1995 - Sergio Samitier, ciclista su strada spagnolo
- 1995 - Magda Wiet-Hénin, taekwondoka francese
- 1996 - Jalen Brunson, cestista statunitense
- 1996 - João Gamboa, calciatore portoghese
- 1996 - Mauro González, calciatore argentino
- 1996 - Herra Hnetusmjör, rapper islandese
- 1996 - Carlo Houenou, giocatore di calcio a 5 italiano
- 1996 - Fabio Jakobsen, ciclista su strada olandese
- 1996 - Chiara Mair, ex sciatrice alpina austriaca
- 1996 - Vít Müller, ostacolista e velocista ceco
- 1996 - Vachiravit Paisarnkulwong, attore televisivo e modello thailandese
- 1996 - Robin Pedersen, saltatore con gli sci norvegese
- 1996 - Katja Snoeijs, calciatrice olandese
- 1996 - Warleson, calciatore brasiliano
- 1997 - Brandon Childress, cestista statunitense
- 1997 - Tomasz Fornal, pallavolista polacco
- 1997 - Guo Quanbo, calciatore cinese
- 1997 - Maximilian Göppel, calciatore liechtensteinese
- 1997 - Denys Kostyšyn, calciatore ucraino
- 1997 - Leem Lubany, attrice palestinese
- 1997 - Dika Mem, pallamanista francese
- 1997 - Gijs Smal, calciatore olandese
- 1997 - Matthew Soukup, saltatore con gli sci canadese
- 1997 - Eliezer Ira Tape, calciatore ivoriano
- 1997 - Avalon Wasteneys, canottiera canadese
- 1998 - Michael Agbekpornu, calciatore ghanese
- 1998 - Alex Barcello, cestista statunitense
- 1998 - Markquese Bell, giocatore di football americano statunitense
- 1998 - Richard Freudenberg, ex cestista tedesco
- 1998 - Elias Hadaya, calciatore svedese
- 1998 - Ty Okada, giocatore di football americano statunitense
- 1998 - Brady Russell, giocatore di football americano statunitense
- 1998 - Rashid Shaheed, giocatore di football americano statunitense
- 1998 - Ross Whyte, giocatore di curling britannico
- 1999 - Marián Chobot, calciatore slovacco
- 1999 - Miomir Kecmanović, tennista serbo
- 1999 - Adrian Pereira, calciatore norvegese
- 1999 - Desmond Ridder, giocatore di football americano statunitense
- 1999 - Sydney Schneider, calciatrice giamaicana
- 1999 - Abraham Sie, cestista e taekwondoka ivoriano († 2022)
- 1999 - Ramón Sosa, calciatore paraguaiano
- 1999 - Tobias Svendsen, calciatore norvegese
- 1999 - Mayk, calciatore brasiliano
- 2000 - Angel Gomes, calciatore inglese
- 2000 - Rémi Drolet, fondista canadese
- 2000 - Sauce Gardner, giocatore di football americano statunitense
- 2000 - Veronika Hryško, nuotatrice artistica ucraina
- 2000 - Mathis Lachuer, calciatore francese
- 2000 - Matias Malmberg, pistard e ciclista su strada danese
- 2000 - Vlad Pop, calciatore rumeno
- 2000 - Albion Rrahmani, calciatore kosovaro
- 2000 - Gustavo Sánchez, nuotatore artistico colombiano

## XXI secolo(24)
- 2001 - Ilaria Accame, velocista italiana
- 2001 - Amanda Anisimova, tennista statunitense
- 2001 - Caterina Cereghetti, ginnasta svizzera
- 2001 - Silke Holkenborg, nuotatrice olandese
- 2001 - Rebecca Passler, biatleta italiana
- 2001 - Marzia Visani, calciatrice italiana
- 2001 - Garrett Wareing, attore statunitense
- 2001 - Cristiano Robert do Amaral, calciatore brasiliano
- 2002 - Jayden Braaf, calciatore olandese
- 2002 - Ian Fray, calciatore giamaicano
- 2002 - Jer'Zhan Newton, giocatore di football americano statunitense
- 2002 - Anastasija Smirnova, sciatrice freestyle russa
- 2002 - Danila Suchomlinov, calciatore russo
- 2003 - Santiago Díaz, calciatore uruguaiano
- 2003 - Beau Leroux, calciatore statunitense
- 2003 - Ignacio Sosa, calciatore uruguaiano
- 2004 - Linus Carlstrand, calciatore svedese
- 2004 - Tiziano Correa, calciatore uruguaiano
- 2004 - Umeh Emmanuel, calciatore nigeriano
- 2004 - Jang Won-young, cantante e conduttrice televisiva sudcoreana
- 2005 - Sayaka Ishii, tennista giapponese
- 2005 - Fabio Luque Notaro, calciatore liechtensteinese
- 2005 - Martín Abel Rodríguez, calciatore cubano
- 2010 - Ivan Zemljanskij, scacchista russo

## Senza anno specificato(1)
- Bianca Maria Vaglio, attrice teatrale e sceneggiatrice italiana